# Masaurhi
Masaurhi là một thành phố và là một khu vực quy hoạch (notified area) của quận Patna thuộc bang Bihar, Ấn Độ.

## Nhân khẩu
Theo điều tra dân số năm 2001 của Ấn Độ, Masaurhi có dân số 46.943 người. Phái nam chiếm 53% tổng số dân và phái nữ chiếm 47%. Masaurhi có tỷ lệ 56% biết đọc biết viết, thấp hơn tỷ lệ trung bình toàn quốc là 59,5%: tỷ lệ cho phái nam là 65%, và tỷ lệ cho phái nữ là 46%. Tại Masaurhi, 17% dân số nhỏ hơn 6 tuổi.